# Charitella gracilis
Charitella gracilis là một loài ruồi trong họ Tachinidae.